# Linda Gramberga
Linda Elizabete Gramberga (Riga, 9 de março de 1998) é uma jogadora de voleibol de praia da Letônia.

## Carreira
Em 2014 ao lado de Tina Graudina defendeu seu país na edição do Campeonato Mundial de Voleibol de Praia Sub-17 em Acapulco obtendo a medalha de bronze e em 2016 atuou como líbero na seleção letã de voleibol de quadra (indoor) no Campeonato Europeu Sub-19terminando na décima quinta posição.